# Dimitar Isaev
Dimitar Isaev (Sofia, 7 ottobre 1998) è un ex tuffatore bulgaro, specialista del trampolino e della piattaforma.

## Biografia
Ha studiato alla 57 Sport School St. Naum. È allenato da Georgi Chobanov. La sua squadra di club è il Vitosha Diving.
Ha iniziato a praticare i tuffi all'età di otto anni.
Ha rappresentato la nazionale bulgara ai Giochi europei di Baku 2015, concludendo al ventiduesimo posto nel trampolino 3 metri, all'undicesimo posto nella piattaforma 10 metri e al sesto nel sincro 3 metri, disputando la gara a fianco del connazionale Bogomil Koynashki.
Ai campionati europei di tuffi di Kiev 2017 ha gareggiato nei concorso del trampolino 1 metro, classificandosi ventottesimo e nella piattaforma 10 metri, dove ha concluso al diciottesimo posto.
Agli europei di tuffi di Kiev 2019 si è piazzato venticinquesimo nel |trampolino 1 metro e trentesimo nel trampolino 3 metri.
L'ultima occasione in cui ha partecipato come tuffatore a una competizione è stata quella dei campionati europei di tuffi di Roma 2022. 

## Palmarès
| Anno | Manifestazione   | Sede | Evento          | Risultato | Prestazione | Note |
| ---- | ---------------- | ---- | --------------- | --------- | ----------- | ---- |
| 2015 | Giochi europei   | Baku | Trampolino 3m   | 22º Q     | 402,45 p.   |      |
| 2015 | Giochi europei   | Baku | Piattaforma 10m | 11º Q     | 394,50 p.   |      |
| 2015 | Giochi europei   | Baku | Sincro 3m       | 6º        | 260,91 p.   |      |
| 2017 | Europei di tuffi | Kiev | Trampolino 1m   | 28º Q     | 274,55 p.   |      |
| 2017 | Europei di tuffi | Kiev | Piattaforma 10m | 18º Q     | 294,70 p.   |      |
| 2019 | Europei di tuffi | Kiev | Trampolino 1m   | 25º Q     | 264,55 p.   |      |
| 2019 | Europei di tuffi | Kiev | Trampolino 3m   | 30º Q     | 242,35 p.   |      |